# Websdanea lyginiae
Websdanea lyginiae är en svampart som först beskrevs av Websdane, Sivasith., K.W. Dixon & Pate, och fick sitt nu gällande namn av Vánky 1997. Websdanea lyginiae ingår i släktet Websdanea och familjen Websdaneaceae.   Inga underarter finns listade i Catalogue of Life.